# Венгжинув (Мілицький повіт)
Венгжинув (пол. Węgrzynów) — село в Польщі, у гміні Мілич Мілицького повіту Нижньосілезького воєводства.
Населення — 160 осіб (2011).
У 1975-1998 роках село належало до Вроцлавського воєводства.

## Демографія
Демографічна структура станом на 31 березня 2011 року:
|          | Загалом | Допрацездатний вік | Працездатний вік | Постпрацездатний вік |
| -------- | ------- | ------------------ | ---------------- | -------------------- |
| Чоловіки | 85      | 28                 | 49               | 8                    |
| Жінки    | 75      | 15                 | 46               | 14                   |
| Разом    | 160     | 43                 | 95               | 22                   |